# Episodi di The Millers (prima stagione)
La prima stagione della serie televisiva The Millers è stata trasmessa in prima visione assoluta negli Stati Uniti d'America da CBS dal 3 ottobre 2013 al 15 maggio 2014.
In Italia la stagione è stata trasmessa in prima visione dal 28 gennaio al 23 settembre 2014 dal canale Comedy Central su Sky.
La prima trasmissione della stagione è stata travagliata; la prima parte di episodi (ep.1-13) è stata trasmessa dal 28 gennaio all'11 marzo 2014, in contemporanea con gli Stati Uniti d'America; la seconda parte è stata invece trasmessa dal 4 al 18 giugno 2014, bloccando però la trasmissione degli episodi a causa di uno sciopero dei doppiatori; infine gli episodi rimanenti vengono trasmessi dal 9 al 23 settembre successivo. 
In chiaro è stata trasmessa su Rai 2 dal 3 agosto al 2 settembre 2015, dal lunedi al venerdì alle 21:00.
| nº | Titolo originale                   | Titolo italiano        | Prima TV USA     | Prima TV Italia   |
| -- | ---------------------------------- | ---------------------- | ---------------- | ----------------- |
| 1  | Pilot                              | Divorzi                | 3 ottobre 2013   | 28 gennaio 2014   |
| 2  | Plot Twist                         | I risvolti della trama | 10 ottobre 2013  | 28 gennaio 2014   |
| 3  | The Phone Upgrade                  | L'addestramento di Tom | 17 ottobre 2013  | 4 febbraio 2014   |
| 4  | The Mother is In                   | Una mamma per dottore  | 24 ottobre 2013  | 4 febbraio 2014   |
| 5  | Giving the Bird                    | Il volatile            | 31 ottobre 2013  | 11 febbraio 2014  |
| 6  | Stuff                              | La roba                | 7 novembre 2013  | 11 febbraio 2014  |
| 7  | The Talk                           | Il discorso            | 14 novembre 2013 | 18 febbraio 2014  |
| 8  | Internet Dating                    | L'appuntamento         | 21 novembre 2013 | 18 febbraio 2014  |
| 9  | You're in Trouble                  | Sei nei guai           | 5 dicembre 2013  | 25 febbraio 2014  |
| 10 | Carol's Parents Are Coming To Town | Natale con i tuoi      | 12 dicembre 2013 | 25 febbraio 2014  |
| 11 | Dear Diary                         | Caro diario            | 2 gennaio 2014   | 4 marzo 2014      |
| 12 | Miller's Mind                      | L'opinione di Miller   | 9 gennaio 2014   | 4 marzo 2014      |
| 13 | Driving Miss Crazy                 | A spasso con Carol     | 30 gennaio 2014  | 11 marzo 2014     |
| 14 | Carol's Surprise                   | La sorpresa di Carol   | 6 febbraio 2014  | 4 giugno 201      |
| 15 | You Betcha                         | Puoi scommetterci      | 27 febbraio 2014 | 4 giugno 201      |
| 16 | Bahama Mama                        | Carpe Diem             | 6 marzo 2014     | 11 giugno 2014    |
| 17 | Plus One                           | Un invito per due      | 13 marzo 2014    | 11 giugno 2014    |
| 18 | Walk-n-Wave                        | Strategie sociali      | 3 aprile 2014    | 18 giugno 2014    |
| 19 | Cancellation Fee                   | La penale              | 10 aprile 2014   | 18 giugno 2014    |
| 20 | Tomlandia                          | Tomlandia              | 24 aprile 2014   | 9 settembre 2014  |
| 21 | 0072                               | L'istinto di Miller    | 1º maggio 2014   | 16 settembre 2014 |
| 22 | Sex Ed Dolan                       | Le tre S dell'amore    | 8 maggio 2014    | 16 settembre 2014 |
| 23 | Mother's Day                       | La festa della mamma   | 15 maggio 2014   | 23 settembre 2014 |